# Алёша (памятник, Пловдив)
«Алёша» — памятник советскому солдату-освободителю в болгарском городе Пловдив на холме Бунарджик («Холм Освободителей»).

## Описание
Памятник представляет собой 11,5-метровую железобетонную скульптуру советского солдата, смотрящего на восток. В его руке — ППШ, направленный к земле.
Скульпторы: Васил Радославов, Любомир Далчев, Тодор Босилков и Александр Ковачев; архитекторы Н. Марангозов и др. Памятник установлен в 1954 году, открыт 5 ноября 1957 года.
Скульптура водружена на 6-метровый постамент, облицованный сиенитом и гранитом. Постамент украшен барельефами «Советская армия бьёт врага» (автор Георгий Коцев) и «Народ встречает советских воинов» (автор Александр Занков).
К монументу, стоящему посреди большой смотровой площадки, ведёт широкая лестница из ста ступеней (авторы архитектурно-планировочного решения — Борис Марков, Николай Марангозов, Пётр Цветков). Памятник можно увидеть практически из любой точки города.

## История создания
Идея соорудить на холме Бунарджик монумент в честь советских воинов-освободителей появилась ещё в 1948 году. 9 мая 1948 года был создан Общегородской инициативный комитет по строительству памятника советским солдатам, в состав которого вошли общественные деятели, архитекторы, художники, писатели и преподаватели. Возглавил его начальник Пловдивского военного гарнизона, генерал Асен Греков. В тот же день была сделана символическая закладка основания памятника.
Через год был объявлен общеболгарский конкурс проектов памятника, в котором приняли участие десять творческих коллективов. Комиссия остановилась на двух вариантах: «Красный богатырь» и «Победа», авторам которых был дан год на доработку. В 1950 году комиссия остановила свой выбор на проекте «Красный богатырь», созданном коллективом под руководством Васила Радославова. При возведении макета на месте будущего памятника выявились определённые недостатки. По замыслу авторов, монумент должен был состоять из трёх элементов, однако на фоне неба они сливались, и композиция теряла свою красоту. Поэтому было решено оставить только воина. В июне 1950 года данный вариант был утверждён.

## Прообраз памятника
Прообразом памятника является сержант  234 артиллерийского полка 228 стрелковой дивизии Алексей Иванович Скурлатов В 1944 году он восстанавливал телефонную линию Пловдив — София. В Пловдиве Алексей Иванович подружился с рабочим телефонной станции Методи Витановым, участником болгарского Сопротивления. Методи Витанов передал фотографию Алексея скульптору Василу Радославову, и тот создавал памятник, основываясь на этом изображении.

## Попытки сноса и случаи вандализма
Первая попытка сноса памятника «как символа советской оккупации» была предпринята пловдивским общинским советом в 1989 году. Однако жителями Пловдива были организованы мероприятия в защиту памятника, в том числе круглосуточные дежурства у «Алёши»; местные женщины сплели на шею «русскому солдату» из красных и белых нитей гигантскую мартеницу — символ здоровья и долголетия.
Следующая попытка была предпринята в 1993 году, когда мэр (кмет) Пловдива принял решение о демонтаже памятника. Против этого решения выступили десятки общественных организаций Болгарии, а группа проживающих в Болгарии русских ветеранов даже пригрозила актом публичного самосожжения в случае уничтожения памятника.
В 1996 году общинский совет Пловдива вновь постановил снести монумент. Это решение было отменено окружным судом. Окончательную точку поставил в том же году Верховный суд Болгарии, постановивший, что монумент является памятником Второй мировой войны и не может быть разрушен.
В 2013 году памятник подвергался несколько раз осквернению вандалами; подобные выходки продолжались и в последующие годы.
В 2024 году в Пловдиве прошли очередные акции протеста как сторонников сноса памятника, так и противников. Противники сноса осуждали инициативу властей Пловдива снести «Алёшу» (решение о сносе приняла мэрия Пловдива), обвиняя посольство США в том, что именно они предложили инициативу снести памятник советскому солдату, и называя это ведением США войны против России на болгарской территории.

## Символ города Пловдив
В 1966 году поэтом Константином Ваншенкиным и композитором Эдуардом Колмановским была написана песня, посвящённая пловдивскому памятнику, которая так и называлась — «Алёша». До 1989 года эта песня являлась официальным гимном города Пловдив.
Поэт Роберт Рождественский также посвятил монументу свои стихи — «Памятник солдату Алёше в Пловдиве».
5 ноября 2007 года в Пловдиве состоялась торжественная церемония, посвящённая 50-летию создания памятника «Алёша». По этому случаю была выпущена юбилейная марка малым тиражом в 650 экземпляров и почтовая карточка. Марка и карточка были погашены специальным штемпелем. В церемонии гашения приняли участие председатель государственного агентства по информационным технологиям и связи Пламен Вачков и глава администрации Пловдива Тодор Петков.